# Taya Efremoff
Taya Efremoff (Carcóvia, 28 de dezembro de 1904  — Araraquara, 22 de dezembro de 1991) foi uma enxadrista ucraniana, naturalizada brasileira. Venceu duas vezes o Campeonato Brasileiro Feminino de Xadrez (1958 e 1959). Taya é considerada uma das pioneiras no xadrez brasileiro, tendo sido a primeira mulher a atingir a condição de Mestre Nacional e também foi postalista de primeira hora. Em 1967, Taya implementou o primeiro curso de xadrez escolar do Brasil, na cidade paulista de Araraquara.

## Obras publicadas
- Efremoff, Taya (1969). Fundamentos do Jogo de Xadrez. [S.l.]: Edicel